# Lingua giapponese antica
Il giapponese antico (上代日本語?, Jōdai Nihon-go) è il più antico stadio attestato della lingua giapponese. Fu parlato dal gruppo etnico giapponese da un momento iniziale sconosciuto fino a quando evolse nel giapponese tardoantico nell'VIII secolo, durante il periodo Heian, sebbene la separazione precisa di queste due lingue sia controversa. Il giapponese antico era un primo membro della famiglia nipponica; nessun legame conclusivo con altre famiglie linguistiche è stato individuato.
Il giapponese antico era scritto usando i caratteri cinesi, mediante una forma sempre più standardizzata e fonetica che alla fine evolse nel man'yōgana. Com'è tipico d'una lingua nipponica, il giapponese antico era in primo luogo una lingua agglutinante con un ordine verbale Soggetto Oggetto Verbo, contrassegnata tuttavia da alcune differenze fonemiche dalle forme successive di giapponese, come un'astensione dai dittonghi. Distingueva tra alcune coppie di sillabe con pronunce identiche — un fenomeno conosciuto come Jōdai Tokushu Kanazukai — ma la funzione di questa differenziazione non è nota.

## Datazione
I cambiamenti linguistici sono graduali, e la periodizzazione del giapponese è "sia delicata che controversa", con molteplici metodi e criteri concorrenti per la suddivisione. Sia per ragioni pratiche che convenzionali, queste suddivisioni spesso si collegano a eventi politici.
Il limite inferiore, cioè l'ultima data possibile per la fine del periodo del giapponese antico, è il 794 d.C., quando la capitale Heijōkyō si trasferì a Heiankyō. Tuttavia, il limite superiore è più difficile da fissare. Un numero limitato di parole giapponesi, per la maggior parte nomi personali e nomi di luogo,sono registrati foneticamente negli antichi testi cinesi come la porzione di "Wei Zhi" delle Cronache dei Tre Regni (III secolo d.C.). Sono state portate alla luce anche tavolette di legno e reliquie con frammenti di testo scritto su di esse. Tuttavia, il primo testo scritto esistente di lunghezza sostanziale è il Kojiki del 712. Senza escludere necessariamente tali prime prove frammentarie, il limite superiore è generalmente fissato dal 712 circa per ragioni pratiche. Questo coincide bene con il periodo Nara (710-794). Una datazione più formale non riconoscerebbe un limite superiore e lo indicherebbe semplicemente fino al 794.
Oltre al Kojiki, le altre fonti letterarie più antiche includono il Fudoki (720), il Nihongi (720) e il Man'yōshū (c. 759).

## Sistema di scrittura

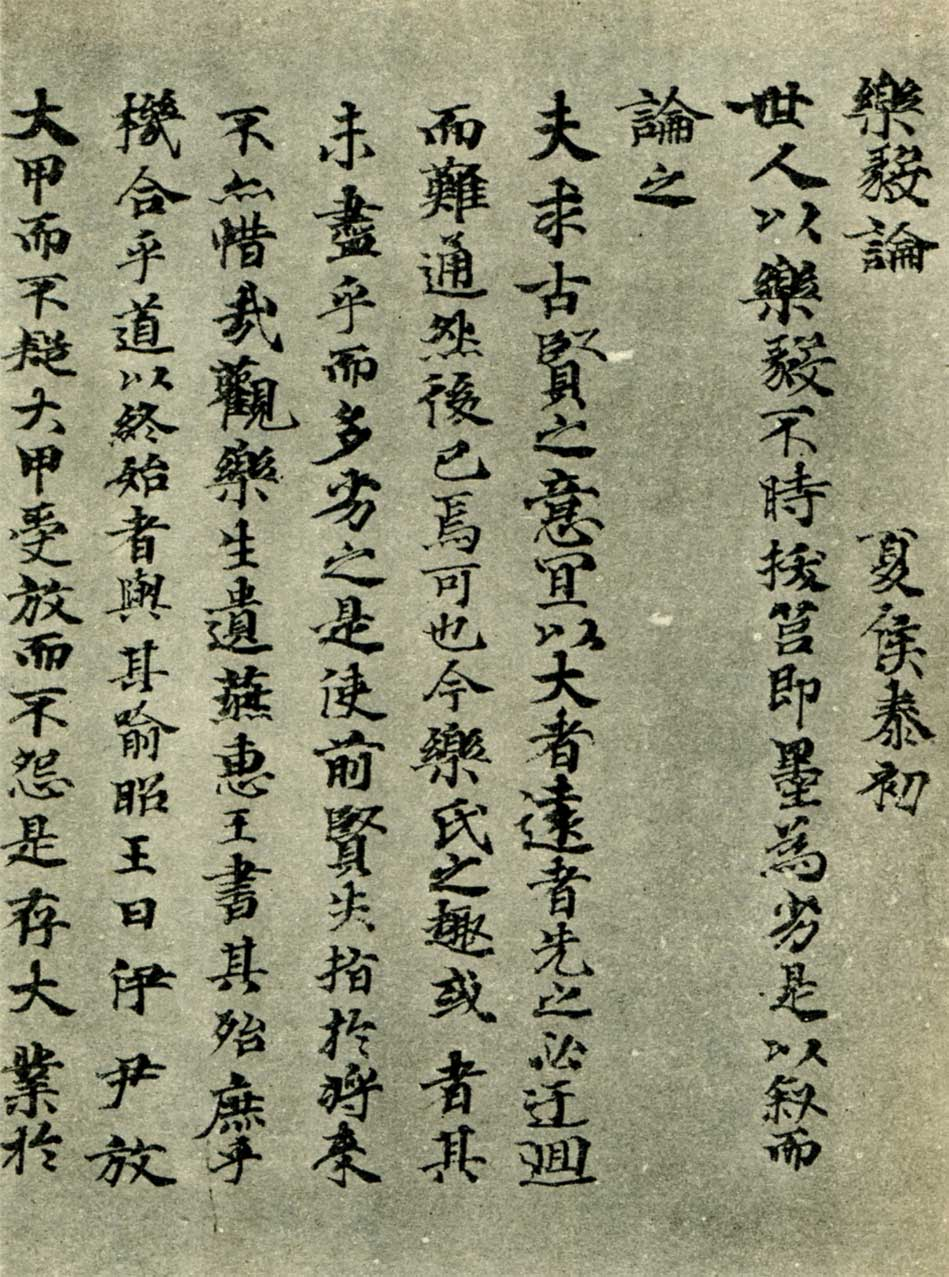
Calligrafia durante il periodo Nara, vicino alla fine dell'intervallo del giapponese antico

I primi testi trovati in Giappone sono scritti in cinese classico, sebbene potrebbero essere stati destinati a essere letti alla giapponese mediante il metodo del kanbun. Alcuni di questi testi cinesi mostrano le influenze della grammatica giapponese, come l'ordine delle parole (ad esempio, ponendo il verbo dopo l'oggetto). In questi testi "ibridi", i caratteri cinesi sono usati occasionalmente foneticamente per rappresentare le particelle giapponesi. Con il tempo, l'uso fonetico dei caratteri cinesi divenne sempre più prevalente, finché nacque il man'yōgana, un sistema per usare i caratteri cinesi per registrare foneticamente il giapponese. Questo sistema era già in uso nella parte non in prosa del Kojiki e fu usato in maniera altamente sofisticata nel Man'yōshū.

## Fonologia
Lo studio della fonologia del giapponese si basa sullo studio comparativo della pronuncia sincrona del cinese, sull'analisi inversa del cambiamento nella pronuncia e sullo studio comparativo delle lingue ryukyuane. Sebbene la maggioranza della scrittura del giapponese antico rappresenti la lingua della corte di Nara nel Giappone centrale, alcune poesie nel Man'yōshū vengono dal Giappone meridionale e orientale e rappresentano dialetti diversi del giapponese antico. Alcune di queste differenze dialettali si trovano ancora oggi.
Il giapponese antico differiva foneticamente dai successi periodi della lingua. Un'analisi del man'yōgana rivela un sistema peculiare noto come Jōdai Tokushu Kanazukai. Vedi la sezione Sillabe per i dettagli.
Le trascrizioni del giapponese antico date nel Kojiki (712) differiscono da quelle che si trovano nel Nihongi (720) e nel Man'yōshū (c. 759) in quanto la prima opera distingue le sillabe /mo1/ e /mo2/ mentre le ultime due no. Questo fatto è stato collegato alla registrazione storica del Kojiki che venne compilato prima del Nihongi, e conservò in tal modo una distinzione che presto scomparve.
Altre differenze caratteristiche del giapponese antico in confronto alla sua controparte moderna includono:
- le parole non iniziano con occlusive sonore o /r/
- sillabe aperte: nessuna consonante finale di sillaba di qualsiasi tipo.

Alcuni studiosi hanno suggerito che potrebbe esserci un legame tra il giapponese antico e le lingue estinte della penisola coreana, inclusa la lingua gaya, ma la relazione del giapponese con qualsiasi lingua diversa dal ryūkyūano rimane indimostrata. Vedi Origini della lingua giapponese per i dettagli.

### Sillabe
Il giapponese antico distingueva 88 sillabe, assumendo che avesse le stesse lacune di *yi e *wu che avevano gli stadi successivi della lingua:
| a  | i   | i   | u  | e   | e   | o   | o   |
| ka | ki1 | ki2 | ku | ke1 | ke2 | ko1 | ko2 |
| ga | gi1 | gi2 | gu | ge1 | ge2 | go1 | go2 |
| sa | si  | si  | su | se  | se  | so1 | so2 |
| za | zi  | zi  | zu | ze  | ze  | zo1 | zo2 |
| ta | ti  | ti  | tu | te  | te  | to1 | to2 |
| da | di  | di  | du | de  | de  | do1 | do2 |
| na | ni  | ni  | nu | ne  | ne  | no1 | no2 |
| pa | pi1 | pi2 | pu | pe1 | pe2 | po  | po  |
| ba | bi1 | bi2 | bu | be1 | be2 | bo  | bo  |
| ma | mi1 | mi2 | mu | me1 | me2 | mo1 | mo2 |
| ya |     |     | yu | ye  | ye  | yo1 | yo2 |
| ra | ri  | ri  | ru | re  | re  | ro1 | ro2 |
| wa | wi  | wi  |    | we  | we  | wo  | wo  |

Poco dopo il Kojiki, la distinzione tra mo1 e mo2 andò perduta, riducendo il conto delle sillabe a 87.
Parecchie ipotesi sono state proposte per spiegare i doppioni delle sillabe, che implicano un sistema di otto vocali, dittonghi e palatalizzazione della consonante iniziale.
Questo tema è molto dibattuto, e non c'è consenso al riguardo.

### Trascrizione
La trascrizione non implica una particolare teoria, e l'apice 1 o 2 potrebbe applicarsi o alla consonante o alla vocale.
Ci sono vari sistemi di trascrizione concorrenti. Un popolare sistema pone una dieresi sopra la vocale: ï, ë, ö. Queste rappresentano tipicamente i2, e2 ed o2, e assumono che i, e ed o non segnate siano i1, e1 ed o1. Questo è problematico in quanto trascura di distinguere le parole dove la distinzione 1 / 2 non è chiara, come la o in /toru/. Per risolvere questo, si possono usare ǐ, ě, ǒ per i1, e1, o1. Un'altra trascrizione comune è yi, ye, o̠ per i1, e1, o1, e iy, ey, wo per i2, e2, o2. Questo riflette la loro sospetta derivazione dal protogiapponese.

### Vocali
Il numero di distinzioni vocali potrebbe essere uno qualsiasi da cinque a otto, a seconda delle ipotesi. Queste sono le quattro vocali principali (più comuni) a, u, i1 (yi), o2 (ə), e le quattro vocali secondarie (meno comuni) i2 (ï/iy), e1 (e/ye), e2 (ë/ey), o1 (o/wo). Miyake ricostruisce le quattro vocali principali come /a, u, i, ə/ e le quattro vocali secondarie come /ɨj, ʲe, əj, o/. Le quattro vocali principali discendono da *a, *u, *i, *ə del giapponese preantico/protogiapponese. /u/ era prototipicamente arrotondata, diversamente dal giapponese moderno. /ʲe/ discende dal giapponese preantico *ia e *iə, e potrebbe essere stata o [je] o [e] preceduta da una consonante palatalizzata: /pje/, ecc. /ɨ/ discende da *ui ed *əi del giapponese preantico.

### Consonanti
Il numero di consonanti dipende parimenti dalle ipotesi. Miyake riscostruisce il seguente inventario, in aggiunta a un attacco iniziale a vocale zero /∅/:
|                         |                         | Labiali | Coronali | Coronali | Palatali | Velari |
| ----------------------- | ----------------------- | ------- | -------- | -------- | -------- | ------ |
| Costrittive             | sorde                   | *p      | *t       | *s       |          | *k     |
| Costrittive             | sonore prenasalizzate   | *ᵐb     | *ⁿd      | *ⁿz      |          | *ᵑɡ    |
| Nasali                  | Nasali                  | *m      | *n       | *n       |          |        |
| Approssimante/Vibratile | Approssimante/Vibratile | *w      | *r       | *r       | *j       |        |

#### Costrittive
Le costrittive sorde /p, t, s, k/ avevano le corrispondenti prenasalizzate sonore /ᵐb, ⁿd, ⁿz, ᵑɡ/. Questa prenasalizzazione si vede fino al giapponese tardomedio, e,può sopravvivere nel giapponese moderno sotto forma dell'allofono occlusivo nasale intervocalico di /ɡ/: [ŋ].
/t, ⁿd/ non furono tuttavia palatalizzate davanti a /i/, ma /s, ⁿz/ potrebbero esserlo state.

#### Costrittiva labiale sorda
Quella che è ora /h/ in giapponese moderno era probabilmente /p/ in giapponese antico. Questo si afferma sulla nase delle seguenti analisi testuali e fonologiche:
- La /h/ moderna causa una discrepanza nell'accoppiamento delle consonanti sorde e sonore: /k, ɡ/, /s, z/, /t, d/, ma /h, b/. La coppia /h, b/ non va bene, poiché il membro sordo, /h/, differisce da /b/ sia nel luogo che nel modo di articolazione, con /h/ che è una fricativa glottidale sorda.
- Il confronto con le lingue ryukyuane mostra [p] dove il giapponese continentale ha [h]. Poiché queste due lingue si divisero in qualche momento della storia, questo può essere assunto come prova che la [h] giapponese era un tempo pronunciata identicamente alla [p] ryukyuana (sebbene il confronto da solo non affronta direttamente il tema di quale fosse la sua pronuncia nel giapponese antico).
- La /h/ del giapponese moderno è realizzata come [ɸ] quando è seguita da /u/.
  - I missionari portoghesi che visitarono il Giappone all'inizio del XVII secolo scrissero l'intera riga in h dei kana come "fa, fi, fu, fe, fo". I visitatori coreani nello stesso secolo suggerirono una fricativa bilabiale sorda, cioè [ɸ].
  - Nel 842, il monaco Ennin scrive nella sua opera Zaitōki una descrizione nella quale afferma che la p sanscrita è più labiale della sua corrispondente giapponese contemporanea. Questo si assume come prova che il giapponese avesse [ɸ] piuttosto che [p] a quel tempo, ma tuttavia era dopo il periodo del giapponese antico.

C'è accordo generale sul fatto che quello che è /h/ in giapponese moderno fosse [ɸ] tra il IX e il XVII secolo. Le prove dialettali e distributive suggeriscono che, in un qualche momento, deve essere stata [p]. Una recente dottrina ricostruisce questo come *[p] per il giapponese antico.

### Regole fonologiche
Nel 1934, Arisaka Hideyo propose un insieme di restrizioni fonologiche permesse in un singolo morfema. Esse sono note come le "leggi di Arisaka".
- -o1 e -o2 non coesistono
- -u e -o2 generalmente non coesistono
- -a e -o2 generalmente non coesistono

Queste regole suggeriscono due gruppi di vocali: /-a, -u, -o1/ e /o2/. Le vocali di uno dei gruppi non si mescolano fra loro; -i1 e -i2 possono coesistere con ciascuno dei due gruppi. Alcuni assumono questo fenomeno come prova che il giapponese antico avesse l'armonia vocalica.

## Struttura sillabica
La sillaba del giapponese antico era CV (consonante-vocale).
- Una vocale semplice non si presenta eccetto che all'inizio di una parola.
- /r/ non si trova all'inizio di una parola (con l'eccezione di due prestiti stranieri: /rikizimapi1/ e /rokuro/).
- Le occlusive sonore non si presentano all'inizio di una parola.

Si presentava l'elisione vocalica per impedire i raggruppamenti di vocali:
- La seconda vocale è omessa: /hanare/ + /iso1/ → /hanareso1/
- La prima vocale è omessa: /ara/ + /umi1/ → /arumi1/
- Due vocali continue si fondono in una vocale separata: i1 + a → e1, a + i1→e2, o2 + i1→i2
- /s/ si inserisce tra le due vocali: /haru/ + /ame2/→/harusame2/ (è possibile che /ame2/ fosse un tempo */same2/)

## Grammatica

### Pronomi
- Prima persone: wa, a, ware, are
- Seconda persona: na, nare, masi, mimasi, imasi, ore
- Terza persone:
  - Prossimale: ko2, ko2re, ko2ko2, ko2ti
  - Mediale: so2, si, so2ko2
  - Distale: ka, kare
- Interrogativo: ta, tare, idu, idure, iduti, iduku, idura

### Verbi
Il giapponese antico distingueva tra otto o nove coniugazioni verbali, a seconda dello studioso che analizza: quadrigrado, monogrado superiore, bigrado superiore, bigrado inferiore, irregolare in k, irregolare in s, irregolare in n, and irregolare in r. Alcuni studiosi asseriscono che il monogrado inferiore ancora non esistesse, come si vedrà nel grafico seguente.
Il nome giapponese per il quadrigrado è yodan, il monogrado superiore è kamiichidan, il bigrado superiore è kaminidan, il bigrado inferiore è shimoichidan, l'irregolare in k è kahen, l'irregolare in s è sahen, l'irregolare in n è nahen, l'irregolare in r è rahen, e il monogrado inferiore è shimoichidan. Come menzionato prima, alcuni studiosi credono che lo shimoichidan non esistesse ancora nel giapponese antico; tuttavia altri studiosi sono convinti del contrario e continuano con l'analisi basandosi sull'assunto che esistesse. Questi termini si useranno anche per descrivere i diversi tipi di verbi in questa sezione. I verbi yodan costituiscono la massa dei verbi giapponesi, mentre il resto si apprendono o con le fonologiche o attraverso la memorizzazione (specialmente i verbi irregolari).
In giapponese antico i verbi si possono trovare anche in composti verbali. Tuttavia questa combinazione si presenta a livello sintattico, e molto spesso con verbi coordinativi V-V  Ci sono cinque modi in cui i verbi si possono combinare tra loro; gli schemi sono: (1) coordinato V-V; (2) successivo V-V; (3) modificatore-predicato V-V; (4) predicato-modificatore V-V; e (5) relazione completa V-V.
La tabella sotto mostrerà le diverse forme di coniugazione/proposizioni di un verbo insieme al tipo di verbo (yodan, kamiichidan, ecc.).

#### Coniugazione
| Classe verbale                    | Irreale (mizenkei) | Avverbiale (renyoukei) | Conclusiva (shushikei) | Attributiva (rentaikei) | Reale (izenkei) | Imperativa (meireikei) |
| --------------------------------- | ------------------ | ---------------------- | ---------------------- | ----------------------- | --------------- | ---------------------- |
| Quadrigrado (yodan)               | -a                 | -i1                    | -u                     | -u                      | -e2             | -e1                    |
| Monogrado superiore (kamiichidan) | -                  | -                      | -ru                    | -ru                     | -re             | -(yo2)                 |
| Bigrado superiore (kaminidan)     | -i2                | -i2                    | -u                     | -uru                    | -ure            | -i2(yo2)               |
| Bigrado inferiore (shimonidan)    | -e2                | -e2                    | -u                     | -uru                    | -ure            | -e2(yo2)               |
| Irregolare in k (ka-hen)          | -o2                | -i1                    | -u                     | -uru                    | -ure            | -o2                    |
| Irregolare in s (sa-hen)          | -e                 | -i                     | -u                     | -uru                    | -ure            | -e(yo2)                |
| Irregolare in n (na-hen)          | -a                 | -i                     | -u                     | -uru                    | -ure            | -e                     |
| Irregolare in r (ra-hen)          | -a                 | -i                     | -i                     | -u                      | -e              | -e                     |

1. 1 2 3 4 5 6 7 8 9  Le distinzioni tra i1 e i2 e tra e1 ed e2 si perdono dopo s, z, t, d, n, y, r e w.

Per leggere questa tavola, dobbiamo prima guardare che tipo di verbo è quello che viene analizzato (yodan, kamiichidan, ecc.). Da là, dobbiamo decidere di che tipo di proposizione o forma del verbo abbiamo bisogno. Le sei forme di coniugazione sono elencate sull'asse delle x del primo grafico. Perché il verbo possa essere coniugato, sembra che ci sia l'aggiunta o l'assenza di un suffisso alla sua forma radicale. Per capire come si utilizza questo grafico prendiamo come esempio il verbo kamiichidan miru "vedere": se dovesse essere coniugato, prenderemmo la base mi e la volgeremmo nella forma irreale/mizenkei, senza aggiungere alcun suffisso. Al fine di rendere questa forma avverbiale/renyoukei, non si aggiungerebbe alcun suffisso. In merito alla forma shushikei o conclusiva, che generalmente sembra essere la forma che usiamo quando ci riferiamo a un verbo, si aggiunge un suffisso -ru. Lo stesso vale per la forma attributiva/rentaikei, e quanto alla forma reale/izenkei, si aggiunge un suffisso -re. Infine, per la forma for the imperativa/meireikei, si aggiunge un suffisso -yo. Il modo in cui questi verbi sono coniugati dipende dalla forma del verbo che occorre e anche dalla forma che è richiesta per la specifica collocazione di un verbo in una frase.
Il seguente grafico mostra questo specifico esempio.
| Mizenkei | Renyoukei | Shushikei | Rentaikei | Izenkei | Mizenkei |
| -------- | --------- | --------- | --------- | ------- | -------- |
| mi       | mi        | mi-ru     | mi-ru     | mi-re   | mi-yo    |

Miru è un verbo kamiichidan, perciò non ha un suffisso per le sue forme mizenkei e renyoukei e aggiunge suffissi nelle forme sushikei, rentaikei, izenkei e mizenkei, proprio come suggerisce il grafico sopra.
Come menzionato prima, ci sono diversi tipi di verbi. Il seguente grafico mostra ancora i nove diversi tipi di verbi disponibili nel giapponese antico. Le diverse categorie a cui un verbo appartiene dipendono dalla vocale finale della parola nella forma radicale, che è discussa nella sezione sul tema delle consonanti/vocali, e nel giapponese antico i verbi sono divisi in verbi con tema consonantico e verbi con tema vocalico. C'è anche una teoria sui verbi del giapponese antico secondo cui le forme predicative e attributive di tutti i verbi giapponesi sono costruite su un ausiliare che era attaccato all'infinito o al tema.
Il grafico sotto mostra i diversi tipi di verbi, inclusi i verbi irregolari da soli con un spesempio di un verbo da ciascuna delle nove categorie. I verbi elencati somo tutti nella forma shushikei/conclusiva con la romanizzazione giapponese e sono seguiti dalla glossa italiana. Questo perché la forma "base" dei verbi, ossia la forma in cui un verbo è maggiormente citato tende ad essere appunto quella shushikei/conclusiva. Come nota collaterale, "bigrado in i" è la stessa cosa di bigrado superiore, "bigrado in e" lo stesso di bigrado inferiore, "monogrado in i" lo stesso di monogrado superiore e infine "bigrado in e" è lo stesso fenomeno di bigrado inferiore. La differenza nella denominazione deriva semplicemente dai diversi nomi che gli studiosi diedero a questi fenomeni.
| Nome tradizionale del paradigma | Esempio del giapponese antico |
| ------------------------------- | ----------------------------- |
| Yodan "quadrigrado"             | yomu "leggere"'               |
| nahen "irregolare in n"         | sinu "morire"                 |
| rahen "irregolare in r"         | ari "esistere"                |
| sahen "irregolare in s"         | suru "fare"                   |
| kahen "irregolare in k"         | kuru "venire"                 |
| kami nidan "bigrado in i"       | oku "sorgere"                 |
| shimo nidan "bigrado in e"      | yamu "finire"                 |
| kami ichidan "monogrado in i"   | miru "vedere"                 |
| shimo ichidan "bigrado in e"    | keru "calciare"               |

Le classi verbali delle diverse forme/coniugazioni dei verbi sono chiamate anche "proposizioni", e si dice che siano le sei forme di queste coniugazioni. Sotto vi è un grafico che mostra e ripete le diverse forme. Nella prima colonna c'è il tipo di coniugazione. Queste forme di coniugazione sono disponibili per ognuno dei nove tipi di verbi elencati sopra. Nelle colonne seguenti, abbiamo l'uso e le funzioni per queste specifiche coniugazioni. Per quanto riguarda la glossa italiana che è nella colonna a fianco, diversi studiosi possono riferirsi alle varie forme con nomi leggermente diversi come possiamo vedere qui: ad esempio, Unger (2000) si riferisce alla forma mizenkei come forma pseudotematica, mentre un altro studioso potrebbe chiamarla irreale.
| Tipo/Nome giapponese | Funzione principale                                              | Italiano    |
| -------------------- | ---------------------------------------------------------------- | ----------- |
| mizenkei             | fornisce la base per la negativa, presuntiva, condizionale, ecc. | pseudotema  |
| renyoukei            | coordina le proposizioni; forma i sostantivi derivati            | infinito    |
| shushikei            | finisce le frasi                                                 | predicativo |
| rentaikei            | modifica i sostantivi; nominalizza le proposizioni               | attributivo |
| izenkei              | "quando", "perché", "sebbene" (cfr. latino cum clauses)          | congiuntivo |
| meireikei            | marca i comandi                                                  | imperativo  |

#### Tema consonantico / vocalico
I verbi che hanno una base che finisce in consonante sono noti come temi consonantici. Questi si trovano nelle classi verbali dei quadrigrado (yodan), degli irregolari in r (ra-hen) e degli irregolari in n (na-hen).
Ci sono solo tre verbi irregolari in n, che erano originariamente verbi nella coniugazione avverbiale combinati con l'ausiliare negativo -nu, ma che furono in seguito reinterpretati come verbi a sé stanti.
I verbi che hanno una base che finisce in vocale sono noti come temi vocalici. Il monogrado superiore rappresenta i temi vocalici monosillabici che finiscono in -i.
Il bigrado superiore è fatto di radici polisillabiche che finiscono nella vocale -i, mentre il bigrado inferiore rappresenta radici polisillabiche che finiscono in -e. Questa vocale della terminazione era elisa nella coniugazione conclusiva, attributiva e reale.
Gli irregolari in k e in s rapprentano i verbi i cui temi appaiono essere composti di una sola consonante ciascuna. Questi verbi si comportano come verbi con temi consonantici, ma erano originariamente temi vocalici le cui coniugazioni irregolari sono il risultato della mutazione e dell'elisione vocalica.

#### Verbi irregolari
Ci sono sette verbi con coniugazioni irregolari.
- irregolari in k: k- "venire"
- irregolari in s: s- "fare"
- irregolari in n: sin- "morire," in- "andare, morire," n- (verbo ausiliare che il completamento dell'azione)
- irregolari in r: ar- "essere, esistere," wor- "essere, esistere"

La classe di coniugazione per ciascun verbo prende nome dalla consonante finale del tema.

### Aggettivi
Vi erano due tipi di aggettivi: aggettivi regolari e sostantivi aggettivali.
L'aggettivo regolare è sottoclassificato in due tipi: quelli in cui la forma avverbiale (連用形) finisce in -ku e quelli che finiscono in -siku. Questo crea due diversi tipi di coniugazione:
| Classe degli aggettivi | Irreale | Avverbiale | Conclusiva | Attributiva | Reale           | Imperativa |
| ---------------------- | ------- | ---------- | ---------- | ----------- | --------------- | ---------- |
| -ku                    | -ke1    | -ku        | -si        | -ki1        | -ke1 -ke1re     |            |
| -ku                    | -kara   | -kari      | -si        | -karu       | -kare           | -kare      |
| -siku                  | -sike1  | -siku      | -si        | -siki1      | -sike1 -sike1re |            |
| -siku                  | -sikara | -sikari    | -si        | -sikaru     | -sikare         | -sikare    |

Le forme -kar- e -sikar- derivano dal verbo ar- "essere, esistere". La coniugazione avverbiale (-ku o -siku) è suffissata con ar-. La coniugazione cede il posto alla coniugazione irregolare in r di ar-. Poiché il giapponese antico evita i raggruppamenti di vocali, lo -ua- risultante si elide in -a-.
Il sostantivo aggettivale ha un'unica coniugazione:
|                        | Irreale | Avverbiale | Conclusiva | Attributiva | Reale | Imperativa |
| ---------------------- | ------- | ---------- | ---------- | ----------- | ----- | ---------- |
| Sostantivo aggettivale | -nara   | -nari      | -nari      | -naru       | -nare | -nare      |

## Dialetti
Le varianti regionali del giapponese sono state confermate già a partire dall'era del giapponese antico. La maggior parte delle opere scritte in giapponese antico sono nel dialetto occidentale della capitale Nara. Il Man'yōshū, la più antica raccolta esistente di poesia giapponese, include poesie scritte nel dialetto di Nara e del Giappone orientale, ma non sono registrati altri dialetti. Le caratteristiche attestate dei dialetti orientali furono raramente ereditate dai dialetti moderni, eccetto per alcune isole linguistiche come l'Isola di Hachijo.

## Proto-giapponese

### Sistema delle quattro vocali
Ebbero luogo le seguenti riduzioni fusionali (nella maggior parte dei casi ci sono monottongazioni):
- *i1a > /e1/
- *ai1 > /e2/
- *ui1 > /i2/
- *o1i1 > /i2/
- *au > /o2/
- *ua > /o2/

In tal modo, il sistema protovocalico può essere ricostruito come /*a, *i, *u, *o1/, dove o1 rappresenta lo schwa.

### Co2come Cwo
In base alla distribuzione, ci possono essere stati una volta *po1, *po2 e *bo1, bo2. Si noti che la distinzione tra /mo1/ e /mo2/ si vede solo nel Kojiki e scomparve dopo. Se questo è vero, allora fu fatta una distinzione tra Co1 e Co2 per tutte le consonanti C eccetto /w/. Alcuni assumono questo come sostegno del fatto che Co2 potrebbe aver rappresentato  /Cwo/.

### Annotazioni
1. ↑  Descritto come "L'antenato del giapponese moderno. VII-X secolo d.C." La data più consueta per il cambiamento dal giapponese antico al moderno è l'800 a.C. (fine del periodo Nara).

### Fonti
1. 1 2  Shibatani 1990, p. 119.
2. ↑  Miyake 2003, p. 198.
3. ↑  Miyake 2003, p. 196.
4. ↑  Miyake 2003, pp. 164-166.
5. ↑  Yamaguchi 1997, p. 18.
6. ↑  Kondō 2005, p. 41.
7. ↑  Omodaka 1967, pp. 37-38.
8. 1 2 3 4 5  Unger 2000.
9. 1 2  Li 2015.
10. ↑  Hayata 2000.
11. ↑  Martin 1996.
12. ↑  Yuko 2012.
13. ↑  Hisamitsu 1994.
14. ↑  Vovin 2005.

### Ulteriori letture
- Bjarke Frellesvig, A History of the Japanese Language, Cambridge, Cambridge University Press, 2010, ISBN 978-0-521-65320-6.
- Samuel E. Martin, The Japanese Language Through Time, New Haven, Yale University Press, 1987, ISBN 0-300-03729-5.
- (JA) Susumu Ōno, Nihongo no Keisei, Tōkyō, Iwanami Shoten, 2000, ISBN 4-00-001758-6.
- (JA) Akiyasu Tōdō e Kanō Yoshimitsu, Gakken Shin Kan-Wa Daijiten, Tōkyō, Gakushū Kenkyūsha, 2005, ISBN 4-05-300082-3.
- Alexander Vovin, A Descriptive and Comparative Grammar of Western Old Japanese, Part One: Sources, Script and Phonology, Lexicon, Nominals, Folkestone, Kent, Global Oriental, 2005, ISBN 978-1-901903-14-0.
- Alexander Vovin, A Descriptive and Comparative Grammar of Western Old Japanese, Part Two: Adjectives, Verbs, Adverbs, Conjunctions, Particles, Postpositions, Folkestone, Kent, Global Oriental, 2009, ISBN 978-1-905246-82-3.